# Meriania drakei
Meriania drakei là một loài thực vật có hoa trong họ Mua. Loài này được (Cogn.) Wurdack mô tả khoa học đầu tiên năm 1967.